# Nasch'at Akram
Nasch'at Akram (arabisch نشأت أكرم, DMG Našʾat Akram, nach englischer Umschrift auch Nashat Akram; * 12. September 1984 in Hilla) ist ein ehemaliger irakischer Fußballnationalspieler.

## Karriere

### Verein
Mit zwölf Jahren begann Akram seine Karriere beim Bagdader Traditionsclub Al-Quwa Al-Jawiya. 1997 wechselte er zu Al-Zawraa und spielte dort eine weitere Saison, weitere Stationen waren erneut Al-Quwa Al-Jawiya (1998/99) und Salahaddin FC (1999/2000). Zwischen 2000 und 2003 spielte er bei Al-Shorta, ehe er nach dem Dritten Golfkrieg den Irak Richtung Al-Nasr in Saudi-Arabien verließ. Bei Al-Nasr spielte Akram zwei Jahre lang, ehe er 2005 zu Ligakonkurrent Al-Shabab aus Riad wechselte. Im selben Jahr wurde Nasch'at Akram zum besten ausländischen Spieler der saudi-arabischen Liga gewählt. Mit Al-Shabab wurde er 2006 saudischer Meister.
Nach der Asienmeisterschaft 2007, die Akram mit der Nationalmannschaft des Irak gewann, wechselte er zu Al Ain Club in die emiratische Liga. Dort zeigt er konstant gute Leistungen und wurde 2008 an Al-Gharafa in Katar verkauft, wo er zusammen mit dem Kapitän der irakischen Fußballnationalmannschaft Yunis Mahmud spielt. Zwischenzeitlich wurde über einen Wechsel Akrams zu Manchester City spekuliert, dieser scheiterte allerdings, da er in Großbritannien keine Arbeitserlaubnis erhielt. Nach einer weiteren Saison bei Al Gharafa unterschrieb er am 19. Mai 2009 einen Drei-Jahres-Vertrag beim niederländischen Erstligisten FC Twente Enschede. Für Twente gab er am 10. Juli 2009 im Saisonvorbereitungsspiel gegen Borussia Mönchengladbach sein Debüt. Bei Twente konnte er sich allerdings nicht durchsetzen und bestritt während der ersten Saison nur zehn Spiele; am 10. Juni 2010 wurde sein Vertrag nach nur einer Saison aufgelöst.

### Nationalmannschaft
Im Alter von 18 Jahren gehörte Nasch'at Akram der irakischen U-19-Auswahl an, die bei der Asienmeisterschaft 2000 den Titel holten konnte. Im darauffolgenden Jahr nahm er mit der irakischen U-20-Auswahl an der Junioren-Fußballweltmeisterschaft in Argentinien teil. Sein erstes Länderspiel für die Irakische Fußballnationalmannschaft bestritt er am 5. Oktober 2001 gegen Saudi-Arabien. Im Jahr 2002 gewann er mit dem Irak die Westasienmeisterschaft. Als Teil der Olympiamannschaft nahm er auch an den Olympischen Spielen 2004, bei denen der Irak den vierten Platz belegte. Bei der Fußball-Asienmeisterschaft 2004 war er Leistungsträger und absolvierte alle vier möglichen Spiele im Turnier, wobei Akram einen Treffer erzielten konnte. Im Jahr 2007 erfolgte der erneute Einzug ins Finale der Westasienspiele. Dieses wurde aber gegen die Iranische Fußballnationalmannschaft mit 1:2 verloren. Den größten Erfolg erlebte er bei der Asienmeisterschaft 2007, die er als Spieler mit der irakischen Mannschaft gewinnen konnte. Dabei bestritt der Mittelfeldspieler alle Partien und verpasste keine Minute. Nasch'at Akram hat bisher 109 Länderspiele absolviert und 17 Treffer erzielt. (Stand: Oktober 2012)

## Erfolge

### Verein
- Umm Al Ma’arak (Mutter aller Schlachten) Cup mit Al-Shorta: 2001, 2003
- Qatar Stars League mit Al-Gharafa: 2009
- Niederländischer Meister mit Twente Enschede: 2009/10

### Nationalmannschaft
- U-19-Asienmeisterschaft: 2000
- Westasienmeisterschaft: 2002
- Asienmeisterschaft: 2007

### Individuell
- Fußballer des Jahres in Irak: 2006
- Drittbester Spieler in Asien: 2007

## Wissenswertes
- Im Mai 2008 erhielt Akram eine Einladung des saudi-arabischen Vereins al-Nasr FC. Dieser veranstaltete zu Ehren von Majed Abdullah ein Spiel gegen Real Madrid. Bei der Partie am 15. Mai 2008 erzielte der Offensivspieler einen Treffer und legte ein weiteres auf. Nach 75 Minuten wurde er ausgewechselt.